# Amadeus Lundberg
Amadeus Lundberg (* 29. März 1989 in Helsinki, eigentlich Juha Grigori Amadeus Lundberg) ist ein finnischer Sänger, der besser unter seinem Vornamen Amadeus bekannt ist. Er wurde berühmt, nachdem er im Jahr 2009 beim Tango-Festival Tangomarkkinat in der Stadt Seinäjoki zum Tangokönig gekürt worden war. Vom finnischen Sender Yleisradio wurde er daraufhin zum finnischen Vorausscheid zum Eurovision Song Contest 2010 eingeladen, an dem er mit dem Lied Anastasia teilnahm. Nach erfolgreicher Qualifikation im ersten Halbfinale des Euroviisut 2010 belegte er im Finale am 30. Januar den fünften Platz. Im Vorfeld des Wettbewerbs galt er als Favorit für das Ticket für den in Oslo stattfindenden Eurovision Song Contest.
Am 29. Januar 2010 erschien sein Debütalbum namens Amadeus beim Label Suomen Mediamusiikki. Es erreichte den sechsten Platz in den finnischen Albumcharts und war sechs Wochen in diesen vertreten.

## Diskografie
- Amadeus (als Amadeus, 2010)
- Vain rakkaus (Amadeus Lundberg & Riku Niemi Orchestra, 2014)
- Puhu minulle rakkaudesta (Amadeus Lundberg & Riku Niemi Orchestra, 2015)
- Poika varjoiselta kujalta (2016)